# Восточный (Ершовский район)
Восточный — посёлок в Ершовском районе Саратовской области России. Входит в состав Декабристского муниципального образования. 

## География
Находится на расстоянии примерно 29 километров по прямой на запад-северо-запад от районного центра города Ершов.

## История
Официальная дата основания 1954 год.

## Население
Постоянное население составляло 74 человека в 2002 году (чеченцы 35%, русские 43%) , 446 в 2010.